# イングナ・ブターネ
イングナ・ブターネ （Inguna Butane、ラトビア語: Ingūna Butāne、1986年2月24日 - ）は、ラトビアのファッションモデル。
大学生の頃、モデル・コンテストに出場した際スカウトされた。2005年から本格的にランウェイデビュー。現在はエスカーダの広告の顔である。